# Presles-et-Boves
 Presles-et-Boves  là một xã ở tỉnh Aisne, vùng Hauts-de-France thuộc miền bắc nước Pháp.